# 부여 오덕사 어필각
부여 오덕사 어필각은 충청남도 부여군 충화면에 있다. 1995년 6월 1일 부여군의 향토문화유산 제9호로 지정되었다.

## 참고 문헌
- 충화 오덕사 어필각 - 부여군향토문화유산